# The Abduction Club
The Abduction Club è un film del 2002 diretto da Stefan Schwartz.